# Partido Antirrevolucionario

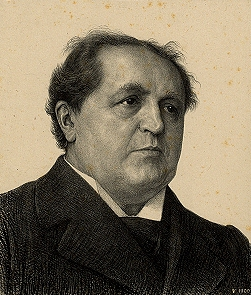
Abraham Kuyper, destacado miembro del partido

El Partido Antirrevolucionario (en neerlandés: Anti-Revolutionaire Partij, ARP) fue un partido político de los Países Bajos de ideología conservadora, democristiana y confesión protestante.
A pesar de que el partido nunca superó el diez por ciento de los votos desde la Segunda Guerra Mundial, su influencia fue grande en la política neerlandesa. Así, el ARP fue uno de los partidos que formaron la actual Llamada Demócrata Cristiana en 1980, lo cual supuso la disolución de la propia ARP. En 1976 tenía 59 495 militantes.
Aunque desde la década de 1840 existía una fracción antirrevolucionaria en el Parlamento neerlandés, el partido como tal se formó como reacción a la legislación escolar de 1878 y fue el primer grupo en dotarse de un programa y de una organización nacional en los Países Bajos. El ARP era un partido protestante ortodoxo opuesto a las ideas de la Revolución francesa; basaba su política en la Biblia y se oponía al concepto de soberanía popular. Era por lo demás un partido conservador y nacionalista opuesto a la descolonización y partidario de una política de defensa fuerte para mantener unos Países Bajos neutrales. Consideraba a la monarquía de la Casa de Orange como un vínculo histórico y religioso con el pueblo neerlandés y se oponía a cambios en el sistema político. En las décadas de 1960 y 1970 la justicia social se convirtió en un punto importante en el programa del partido.

## Resultados electorales
| Año  | Votos                 | %     | Resultado | +/- | Gobierno              |
| ---- | --------------------- | ----- | --------- | --- | --------------------- |
| 1850 |                       |       | 3/68      |     | Oposición             |
| 1853 |                       |       | 8/68      | 5   | Oposición             |
| 1860 |                       |       | 4/72      | 4   | Oposición             |
| 1868 |                       |       | 4/75      |     | Oposición             |
| 1871 |                       |       | 5/80      | 1   | Oposición             |
| 1877 |                       |       | 9/80      | 4   | Oposición (1877-1879) |
| 1877 | Coalición (1879-1883) |       | 9/80      | 4   |                       |
| 1883 |                       |       | 18/86     | 9   | Oposición             |
| 1887 |                       |       | 19/86     | 1   | Oposición             |
| 1888 | 74.048 (#2)           | 31,35 | 27/100    | 8   | Coalición             |
| 1891 | 60.738 (#2)           | 29,49 | 21/100    | 6   | Oposición             |
| 1894 | 28.274 (#3)           | 17,15 | 15/100    | 6   | Oposición             |
| 1897 | 108.581 (#2)          | 26,25 | 17/100    | 2   | Oposición             |
| 1901 | 106.670 (#2)          | 27,78 | 22/100    | 5   | Coalición             |
| 1905 | 143.843 (#2)          | 24,66 | 15/100    | 7   | Oposición             |
| 1909 | 166.270 (#1)          | 27,90 | 25/100    | 10  | Coalición             |
| 1913 | 165.560 (#1)          | 21,54 | 11/100    | 14  | Oposición             |
| 1917 |                       |       | 11/100    |     | Oposición             |
| 1918 | 180.187 (#3)          | 13,43 | 13/100    | 2   | Coalición             |
| 1922 | 402.277 (#3)          | 13,73 | 16/100    | 3   | Coalición             |
| 1925 | 377.426 (#3)          | 12,23 | 13/100    | 3   | Coalición             |
| 1929 | 391.832 (#3)          | 11,59 | 12/100    | 1   | Coalición             |
| 1933 | 499.890 (#3)          | 13,43 | 14/100    | 2   | Coalición             |
| 1937 | 665.501 (#3)          | 16,40 | 17/98     | 3   | Coalición             |
| 1946 | 614.201 (#3)          | 12,90 | 13/100    | 4   | Oposición             |
| 1948 | 651.612 (#3)          | 13,21 | 13/100    |     | Oposición             |
| 1952 | 603.329 (#3)          | 11,31 | 12/100    | 1   | Coalición             |
| 1956 | 567.529 (#3)          | 9,91  | 15/150    | 3   | Coalición             |
| 1959 | 563.091 (#4)          | 9,39  | 14/150    | 1   | Coalición             |
| 1963 | 545.718 (#4)          | 8,72  | 13/150    | 1   | Coalición             |
| 1967 | 681.203 (#4)          | 9,90  | 15/150    | 2   | Coalición             |
| 1971 | 542.874 (#4)          | 8,59  | 13/150    | 2   | Coalición             |
| 1972 | 653.609 (#4)          | 8,84  | 14/150    | 1   | Coalición             |

- Datos: Q574747
- Multimedia: Anti-Revolutionaire Partij / Q574747